# Boels Dolmans Cycling Team/2020
Deze pagina geeft een overzicht van de vrouwenwielerploeg Boels Dolmans in 2020.

## Algemeen

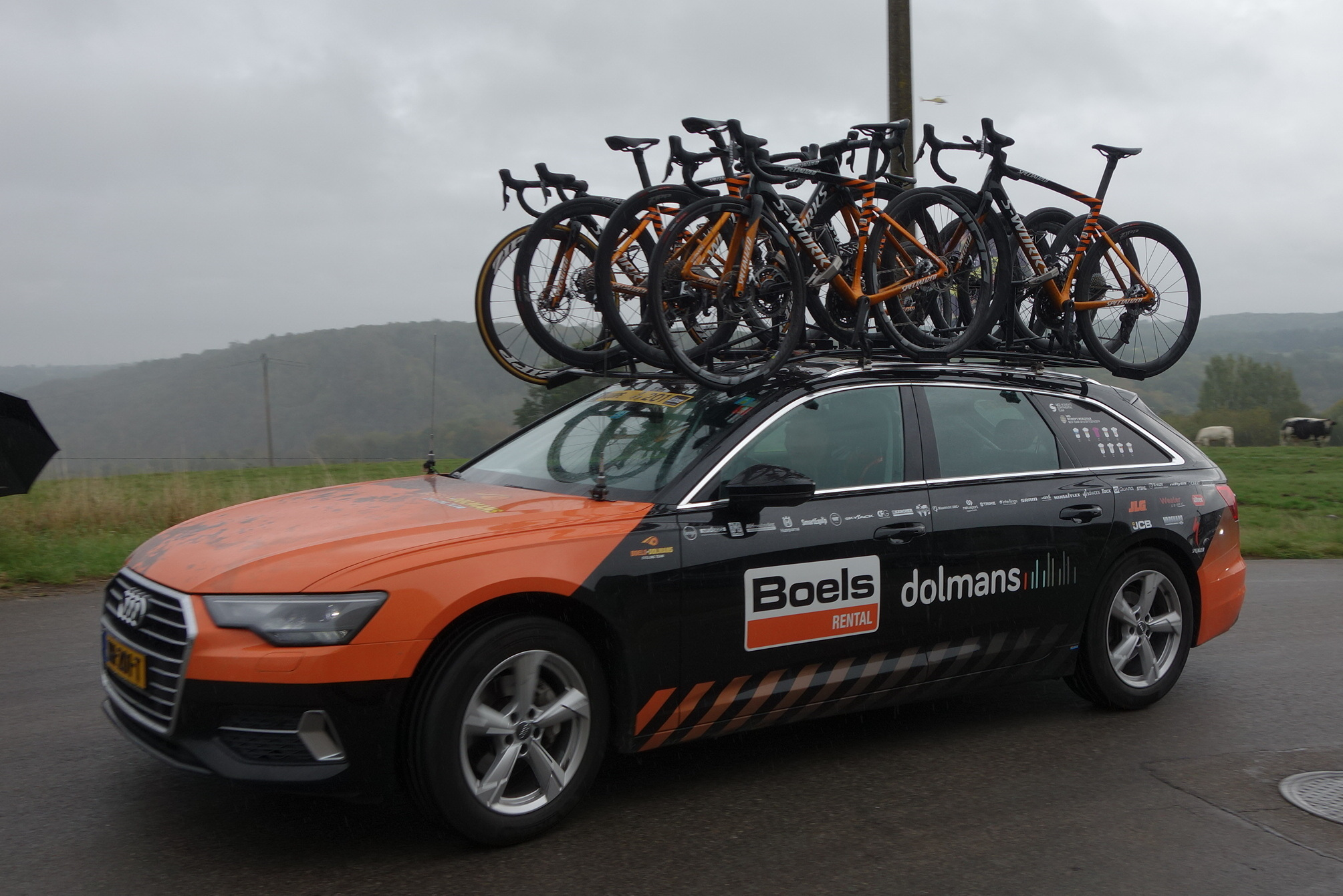
Ploegauto in de Waalse Pijl 2020.

Algemeen manager: Erwin Janssen
Ploegleiders: Danny Stam
Fietsmerk: Specialized

## Rensters

### Ploeg 2020

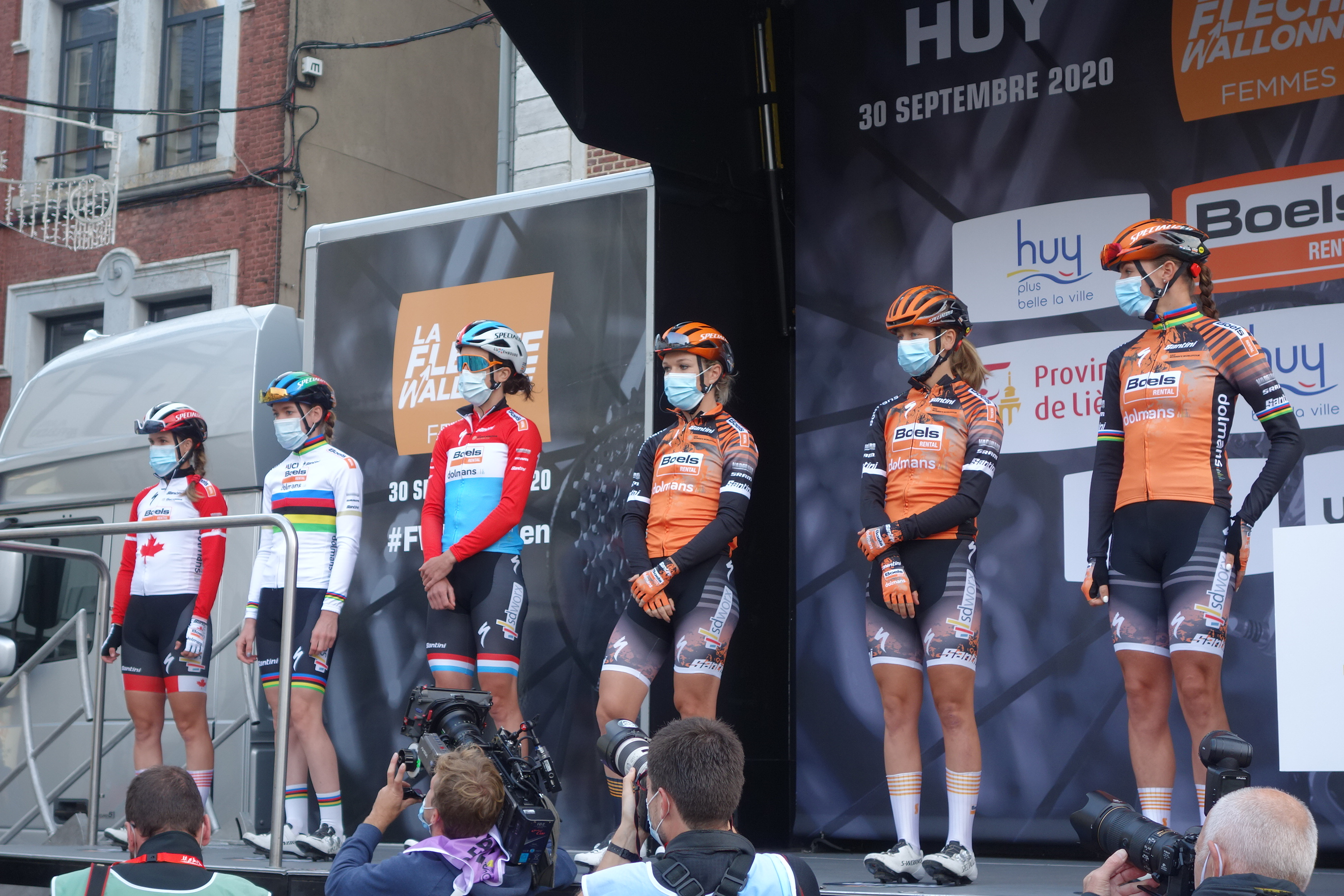
De ploeg in de Waalse Pijl 2020.

| Naam                 | Geboortedatum | Nationaliteit    | Ploeg 2019     |
| -------------------- | ------------- | ---------------- | -------------- |
| Chantal Blaak        | 22-09-1989    | Nederland        |                |
| Jip van den Bos      | 12-04-1996    | Nederland        |                |
| Anna van der Breggen | 18-04-1990    | Nederland        |                |
| Eva Buurman          | 07-09-1994    | Nederland        |                |
| Karol-Ann Canuel     | 18-04-1988    | Canada           |                |
| Jolien D'Hoore       | 14-03-1990    | België           |                |
| Amalie Dideriksen    | 24-05-1996    | Denemarken       |                |
| Katie Hall           | 06-01-1987    | Verenigde Staten |                |
| Lonneke Uneken       | 02-03-2000    | Nederland        | Hitec Products |
| Christine Majerus    | 25-02-1987    | Luxemburg        |                |
| Amy Pieters          | 01-06-1991    | Nederland        |                |
| Skylar Schneider     | 03-09-1998    | Verenigde Staten |                |

### Vertrokken
| Naam           | Geboortedatum | Nationaliteit | Ploeg 2020 |
| -------------- | ------------- | ------------- | ---------- |
| Annika Langvad | 22-03-1984    | Denemarken    | ?          |

### Fotogalerij

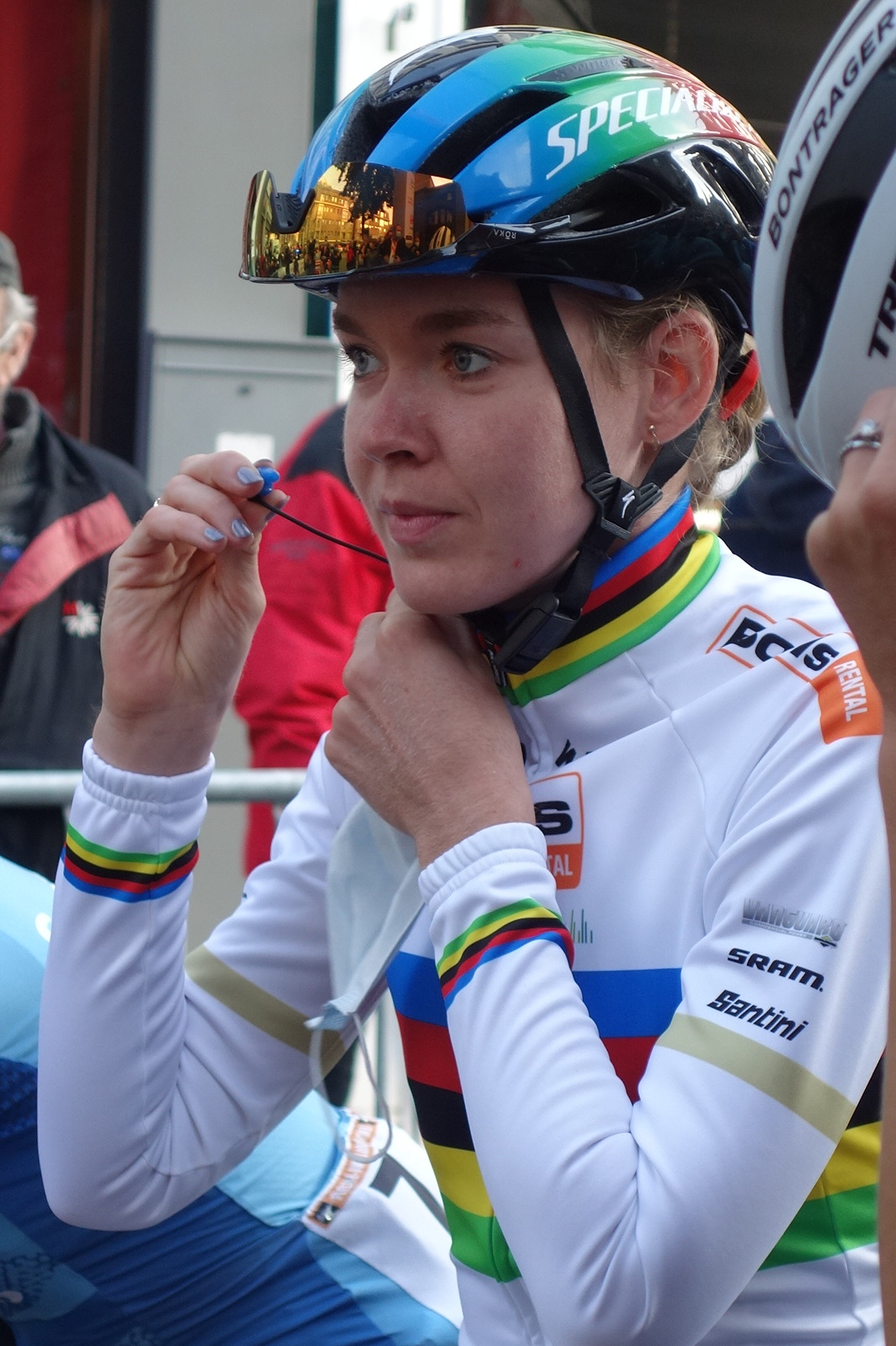
Anna van der Breggen
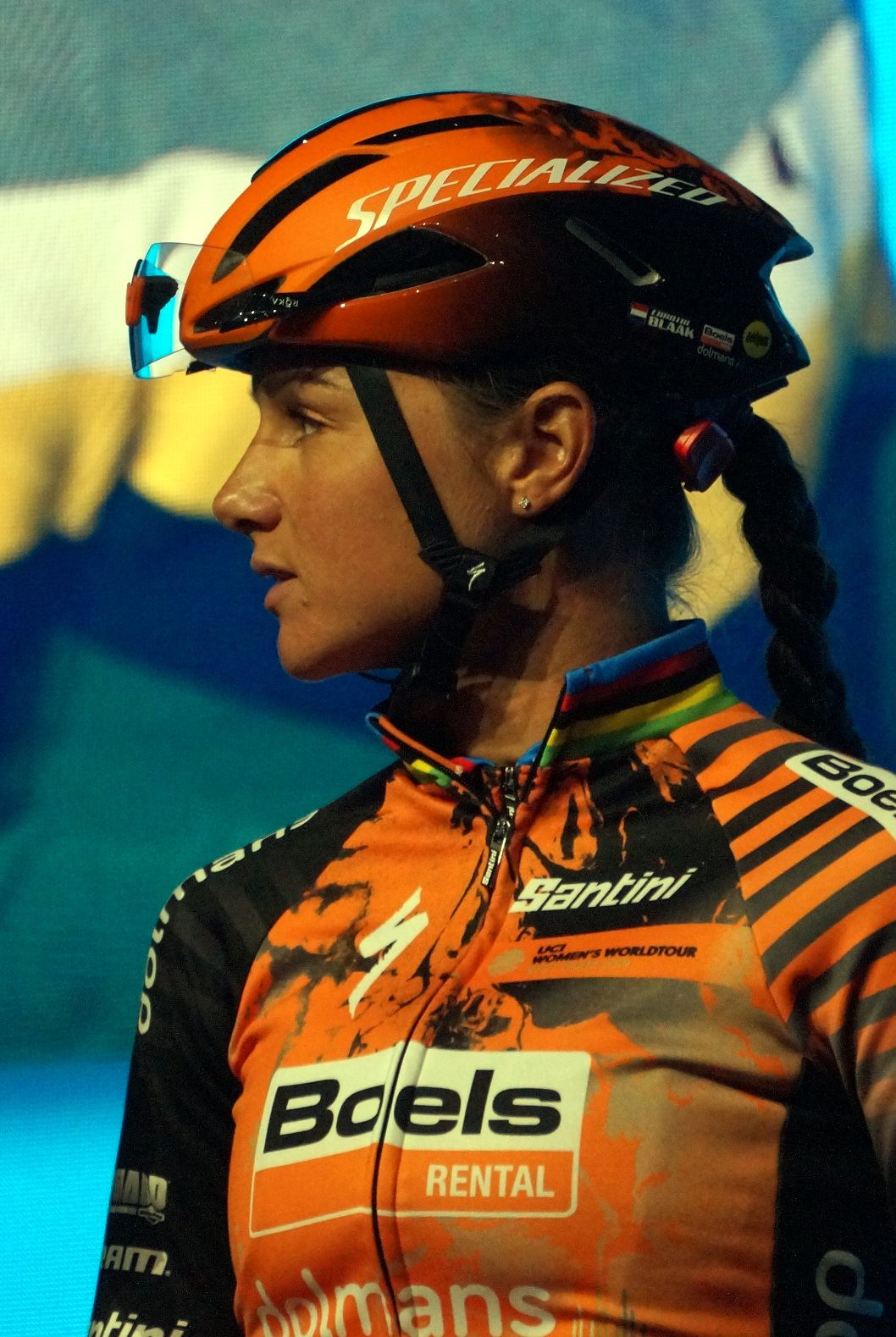
Chantal Blaak
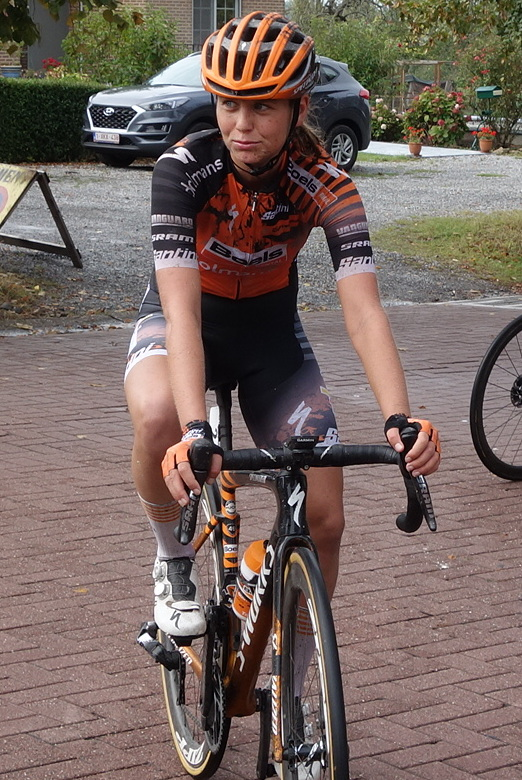
Eva Buurman
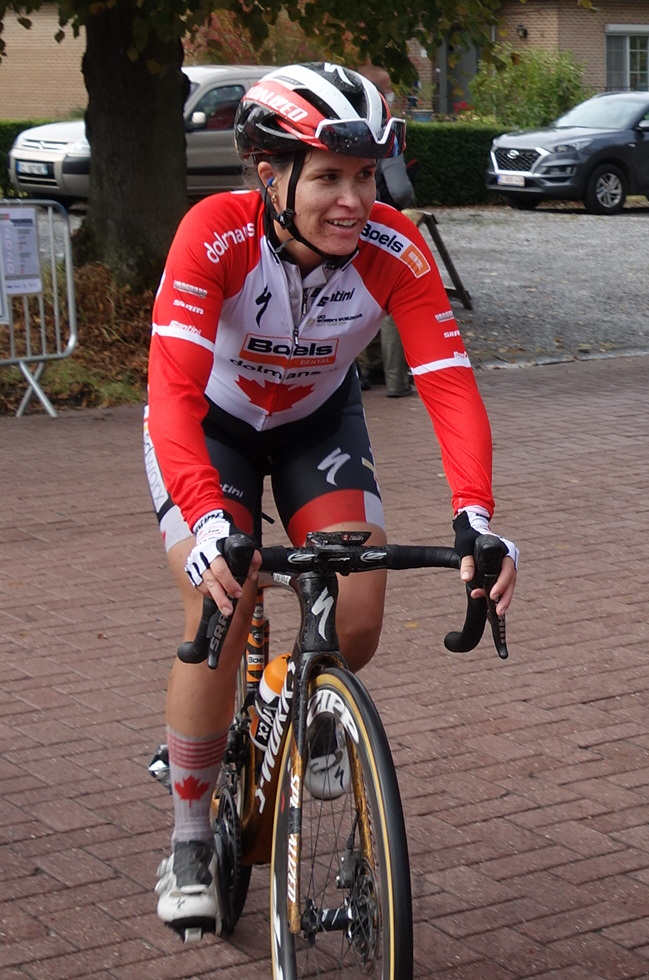
Karol-Ann Canuel
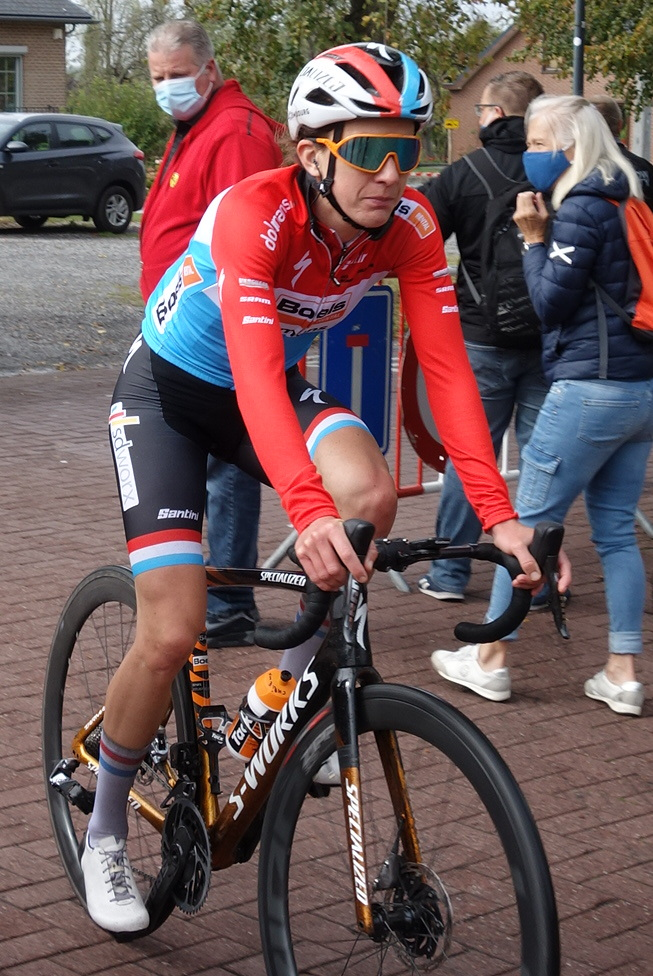
Christine Majerus
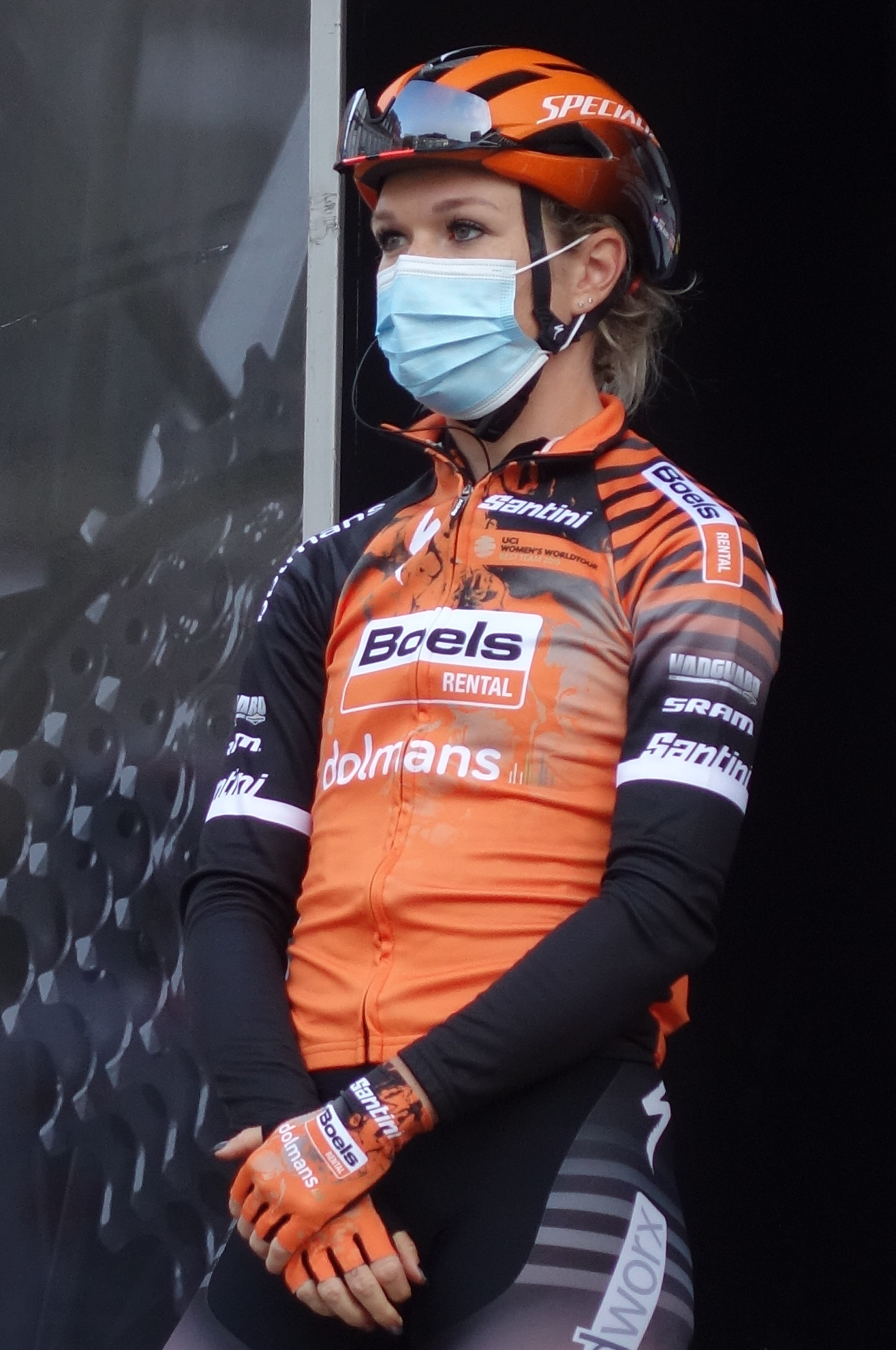
Amy Pieters

## Overwinningen
| Women's World Tour Eindklassement Giro Rosa, Anna van der Breggen Waalse Pijl, Anna van der Breggen Gent-Wevelgem, Jolien D'Hoore Ronde van Vlaanderen, Chantal Blaak Overige wedstrijden Le Samyn des Dames, Chantal Blaak Setmana Ciclista Valenciana Eindklassement, Anna van der Breggen 2e etappe, Anna van der Breggen | Kampioenschappen Wereldkampioen wegrit, Anna van der Breggen Wereldkampioen tijdrit, Anna van der Breggen Deens kampioen tijdrijden, Amalie Dideriksen Luxemburgs kampioen tijdrijden, Christine Majerus Luxemburgs kampioen op de weg, Christine Majerus Nederlands kampioen op de weg, Anna van der Breggen |  |

2010 · 2011 · 2012 · 2013 · 2014 · 2015 · 2016 · 2017 · 2018 · 2019 · 2020 · 2021 · 2022 · 2023 · 2024 · 2025